# Cry of Fear
Cry of Fear (hay gọi tắt là CoF) là trò chơi điện tử hành động, kinh dị, bắn súng góc nhìn thứ nhất (First-Person Shooter) được sản xuất bởi Team Psykskallar, xây dựng dựa trên cấu hình là một bản game modification (chỉnh sửa) của trò chơi Half-Life.
Trò chơi bắt đầu phát triển từ đầu năm 2008 và chính thức ra mắt vào ngày 22 tháng 2 năm 2012 với phiên bản 1.0, phát hành miễn phí hoàn toàn. Trong thời gian trước khi ra mắt, trò chơi này đã đạt được nhiều sự tán thưởng của rất nhiều người chơi game trên toàn thế giới và đạt được nhiều giải thưởng công nhận từ Mod DB.
Tiếp đó, vào ngày 25 tháng 4 năm 2013, Cry of Fear chính thức ra mắt trở lại là một trò chơi tách biệt hoàn toàn khỏi Half-Life trên Steam, không còn là một bản mod của Half-Life, không còn yêu cầu người chơi phải có Half-Life để chơi trò chơi này nữa.

## Lối chơi
Cry of Fear là trò chơi bắn súng góc nhìn thứ nhất (First-Person Shooter) kết hợp giải đố và kinh dị, bao gồm cả kiểu chơi một người và nhiều người. Ngoài việc đơn thuần là cầm vũ khí và chiến đấu thì người chơi còn phải tìm ra các manh mối, những câu giải đố để hoàn thành những mục tiêu cần làm. Trò chơi mang nhiều điểm chịu ảnh hưởng của một số bộ phim và các trò chơi kinh dị khác như Resident Evil, Ju-on: The Grudge và Silent Hill, nhưng yếu tố ảnh hưởng nhiều và mạnh nhất là Silent Hill (do trưởng nhóm là một người hâm mộ Silent Hill).
Có 4 độ khó khác nhau trong Cry of Fear là Dễ (Easy), Bình Thường (Medium), Khó (Difficult) và Ác Mộng (Nightmare). Trong đó, mức độ Bình Thường (Medium) là mức độ chuẩn được dùng trong các chế độ chơi không có phần chọn độ khó. Độ khó Ác Mộng là độ khó mở rộng, yêu cầu người chơi phải hoàn thành trò chơi một lần để mở độ khó này.
Đặc biệt, khác hẳn so với những trò chơi khác cũng là những bản chỉnh sửa khác của Half-Life, thì Cry of Fear là trò chơi đầu tiên đưa ra một hệ thống túi đồ (Inventory) dựa trên cơ chế của trò chơi Resident Evil. Túi đồ này ngoài việc để chứa đồ, hỗ trợ sử dụng đồ hay vứt bỏ đồ mà ngoài ra còn có các chức năng quan trọng khác như sử dụng hai vũ khí (hoặc các thiết bị khác) cùng một lúc (Dual-Wielding), ghép đồ (Combining), chức năng cài đặt rút nhanh vũ khí hoặc thiết bị (Shortcut). Ngoài ra, trong mục còn có cả sổ ghi chép (Notes), dùng để ghi lại những manh mối của cốt truyện (thường là từ những mảnh giấy có ghi một vài chữ, những lá thư bí ẩn), những mật mã 4 số dùng để mở các cửa, thang máy,... được khóa bằng bảng mã điện tử.
Túi đồ bao gồm hai bộ phận là Pockets (Túi quần, túi áo của nhân vật) và Bag (Cặp học sinh của nhân vật) trừ việc sau khi thoát khỏi toa tàu để đi xuyên rừng thì sẽ chỉ còn phần Pockets, nhưng trong phần chơi nhiều người thì hai bộ phận này được gắn vào làm một gọi là Uniform (Bộ cảnh phục). Mỗi bộ phận gồm có 3 ô vuông (tương đương với ba chỗ trống để đựng đồ). Mỗi một đồ vật (không tùy thuộc kích thước vật lý lớn hay nhỏ, trừ các loại đạn súng và các đồ vật đặc biệt) đều chiếm vào chỗ trống là một ô vuông.
Hệ thống lưu lại phần chơi cũng mới hoàn toàn và cũng dựa trên cơ chế của Resident Evil, người chơi không còn được lưu phần chơi của mình tùy ý mọi lúc mọi nơi nữa mà phải tìm đến một máy ghi âm bên trong có một cuộn băng casseette với 5 ô lưu trữ. Trong phần chơi bình thường thì cuộn băng này có thể được ghi không giới hạn. Tuy nhiên trong phần chơi với độ khó là Ác Mộng (Nightmare) - độ khó cao nhất của Cry of Fear, thì một máy ghi âm chỉ có thể sử dụng được 5 lần duy nhất.
Về nội dung, trò chơi này mang nội dung kinh dị, có sự xuất hiện của các nhân tố viễn tưởng như ma, người chết - twitcher (trong Cry of Fear không gọi người chết là zombie), những hiện tượng siêu nhiên huyền bí. Trò chơi còn đưa ra cho người chơi nhiều lựa chọn trong cốt truyện, mỗi một lựa chọn sẽ dẫn đến những tình tiết, kết cục khác nhau của câu chuyện. Trong trò chơi có nhiều chi tiết đánh đố người chơi, buộc người chơi phải suy luận, ngẫm nghĩ cùng với những gợi ý mà trò chơi đã đưa ra, cho nên việc chơi trò chơi này không chỉ đơn thuần là hành động mà còn phải vận động trí óc và suy nghĩ.
Trò chơi còn có cả những nội dung, các đồ vật bị khóa, yêu cầu người chơi phải hoàn thành dần dần trò chơi để mở khóa (Unlockables).
Ngoài phần chơi một người còn có phần chơi nhiều người hoạt động theo kiểu hợp tác. Người chơi phối hợp với nhau và bắn twitcher (người chết) theo hai kiểu: Chơi theo cốt truyện (Story Mode) hoặc chơi theo kiểu sống sót (Suicide Mode - Cách gọi kiểu chơi này của Cry of Fear, tương đương với Survival Mode).Bên cạnh phần chơi cốt truyện thường thì còn có phần Co-op Manhunt với cốt truyện sửa đổi.
Kết thúc mỗi một phần chơi sẽ phần tổng kết, nói về thành tích của người chơi đã đạt được trong phần chơi đó như số phát bắn, số quái vật bị giết bởi súng hay vũ khí cận chiến, số phát bắn trượt, nhìn thấy đoạn kết nào... và cuối cùng là đánh giá kĩ năng bằng thang điểm A, B, C, F, S.

## Bình luận của đội phát triển
Những phần bình luận của nhà phát triển (Developer Commentary) đã được nhìn thấy trong các trò chơi sử dụng Source Engine của Valve. Team Psykskallar đã đưa phần này vào trò chơi của mình.
Khi người chơi đã hoàn thành trò chơi này một lần, Cry of Fear sẽ mở ra phần bình luận của các thành viên của Team Psykskallar, nói về những ý tưởng, giải thích những đoạn khó hiểu về cốt truyện trong trò chơi, những giai đoạn mà đội đã phát triển trò chơi này. Luôn được nhìn thấy xuyên suốt trong phần chơi mới, giúp người hiểu được quá trình phát triển của Cry of Fear.

## Đồ họa
Đây là điểm đáng chú ý nhất ở Cry of Fear, đồ họa, nhiều người chơi trên thế giới ngợi ca Team Psykskallar dường như đã làm sống lại GoldSrc Engine của Valve, một engine ngày trước đã giúp Valve nhận được nhiều giải thưởng Game của năm (Game of The Year) từ trò chơi Half-Life bây giờ gần như được thay thế bằng các engine đời mới như Source Engine, Unreal Engine 3, CryEngine... Cry of Fear đã làm thay đổi hoàn toàn, từ đồ họa, hiệu ứng nước, hiệu ứng Đen/Trắng cho đến những hiện tượng vật lý, đưa GoldSrc Engine lên đến đỉnh cao (theo nhận xét của nhiều người). Những nét đổi mới này đôi khi vẫn khiến cho nhiều người chơi hay bị lúng túng vì không thể phân biệt được đây là Source Engine hay là GoldSrc Engine. Ngoài ra, lần đầu tiên, Mục lục 3D (3D Menu) được giới thiệu ở một bản sửa đổi của Half-Life, có dạng tương tự như hình nền 3D của các trò chơi của Valve sử dụng Source Engine.

## Cốt truyện
Nhân vật trung tâm của Cry of Fear là Simon, một thanh niên độ tuổi 19, bị mắc bệnh tâm lý do cuộc sống luôn luôn cảm thấy mình lẻ loi, cô độc. Một tối, trên đường về nhà, Simon gặp một người đàn ông bị thương kêu cứu, cậu chạy đến định giúp thì bị một chiếc xe ô tô đằng xa phóng lại tông vào cậu.
Khi tỉnh dậy sau một cơn ác mộng, Simon nhận ra mình không còn ở con phố mà mình bị xe tông nữa mà lại ở trong một con hẻm tối, không hề bị chấn thương, nhận được tin nhắn từ mẹ mình bảo hãy mau về trước khi trời tối. Từ đây Simon bắt đầu cuộc phiêu lưu của mình.
Sau đó, Simon gặp một người lạ mặc y phục bác sĩ, đeo một chiếc mặt nạ liền thấy nghi ngờ về sự xuất hiện của người này.
Sau khi gặp phải một cơn ảo giác kinh khủng như phản ánh về cuộc sống thực tại của mình, một cảnh hiện thực hiện ra cho thấy cảnh sát đang bao vây hiện trường nơi xảy ra vụ tai nạn của Simon. Sau đó trở lại, Simon đã quyết định phải về nhà càng sớm càng tốt, nhưng việc lại không bao giờ suôn sẻ, trên đường tìm đến lối thoát, Simon đã gặp Sophie, một cô bạn gái cùng trường độ tuổi 20, là người mà Simon đang yêu thầm, đang ở trên nóc của một ngôi nhà chung cư gần công viên. Hai người đã ngồi đây nói chuyện, sau một hồi, thì mới thấy rằng, Sophie cũng ở trong một hoàn cảnh giống Simon, ở trường hay bị mọi người trêu chọc, xa lánh. Và Simon đã bày tỏ sự thật về tình cảm của mình với Sophie nhưng lại bị khước từ một lần nữa do Sophie lại luôn nghĩ mối quan hệ của họ chỉ dừng ở bạn bè. Tuy nhiên, Sophie lại luôn luôn mong muốn được tránh xa tất cả ("... to get away from everything!" - trích lời thoại trong trò chơi), có lẽ là tránh xa với cuộc sống thực tại. Tuy nhiên, Simon lại hiểu sai - không ngờ đến được ý định của Sophie. Và Sophie đã nhảy lầu tự vẫn. Bỏ lại Simon, Simon tự hỏi tại sao, và một con quái vật xuất hiện gọi tên là Carcass, Simon tức giận vì cho rằng chính con quái vật này đã khiến Sophie phải làm việc này, Carcass là con trùm (Boss) thứ ba trong Cry of Fear, sau hai trùm nhỏ trước đó là Sawer và Mace. Và đây là lúc để người chơi lựa chọn với số mệnh của con quái vật: Một là bắn hạ Carcass, hai là bỏ trốn (Một lý do cho phần lựa chọn nữa chính là do sức mạnh của con quái vật cũng khiến người chơi gặp khó khăn trong việc tiêu diệt).
Sau khi đã quyết định, Simon tiếp tục con đường thoát thân khỏi thành phố, khi bước đến gần xác của Sophie, một cảnh hồi tưởng hiện lên với việc Simon đã bị Sophie từ chối tình yêu của mình ngày trước.
Simon đến một ga tàu điện và phát hiện ra bác sĩ ở đây, tuy nhiên cậu đã mất dấu bác sĩ. Và rồi một cơn ác mộng nữa lại xảy ra. Kết thúc cơn ác mộng hiện ra một cảnh bác sĩ đang nói chuyện với một sĩ quan cảnh sát về tình trạng sức khỏe và căn bệnh tâm lý của Simon từ khi vụ tai nạn xe đâm xảy ra, theo như bác sĩ nói, thì Simon đã bị liệt phần chân sau vụ tai nạn (buộc cậu phải ngồi xe lăn) kèm theo đó là một số căn bệnh tâm lý khác đang hủy hoại tinh thần của Simon.
Quay lại với Simon ở ga tàu điện, từ khi gặp cơn ác mộng đó, cậu lại càng khẩn trương để chạy thoát khỏi nơi này, trước khi lại có thêm những điều kinh khủng như thế tiếp tục xảy ra.
Simon đã lên tàu điện và chạy về nhà. Trong tàu có một chiếc va li có ghi dòng chữ bằng máu: "Ta muốn lấy lại cái chân" (Tiếng Anh là "I want my feet back"). Sau khi nghe thấy tiếng động lạ ở trong tàu, Simon đi về các toa sau và phát hiện ra quái vật đã theo mình trên con tàu. Dừng ở một toa thì cậu nhìn thấy một cái chân bị thối rữa, liền đem đặt nó lại vào cái va li thì đột ngột tàu bị trật bánh, toa tàu của Simon bị treo lơ lửng ở đoạn cầu bị gãy ở gần rừng. Simon thoát được khỏi toa tàu trước khi nó bị rơi xuống vực sâu, nhưng đã bị mất tất cả vũ khí, đồ dùng mang theo và cả chiếc cặp học sinh của mình. Cậu tiếp tục hành trình của mình để về nhà bằng cách đi bộ qua khu rừng vào lúc nửa đêm. Sau đó tìm đến một bệnh viện tâm thần, Simon phát hiện ra bác sĩ đang đi vào viện, Simon bám theo. Đến lúc gặp nhau, bác sĩ đứng đằng sau một cánh cửa sắt bị khóa, bác sĩ bảo Simon tìm cho ông ta một khẩu súng ngắn ở sàn bowling, rồi ông ta sẽ cho Simon vào trong bằng cách đưa cho cậu chiếc chìa khóa để mở cửa. Đó là một khẩu súng ngắn Ruger P345. Ngoài ra, ở sàn bowling, Simon cũng đã phát hiện ra tên thật của bác sĩ là Purnell. Quay lại chỗ bác sĩ, Simon có hai lựa chọn, một là đưa cho bác sĩ khẩu súng, hai là không đưa. Nếu đưa, bác sĩ sẽ cảm ơn Simon vì đã tin tưởng ông ta và đưa cậu chiếc chìa khóa, nhưng không đưa tận tay mà ném xuống đất, Simon cúi xuống định nhặt chìa khóa thì bị bác sĩ bắn một phát vào vai, Simon tức giận, thề sẽ tìm và giết chết bác sĩ. Bác sĩ sau đó bỏ đi. Ở lựa chọn hai cũng gần tương tự như vậy, Simon không đưa khẩu súng, bác sĩ có vẻ thất vọng vì Simon đã không tin mình, tuy nhiên vẫn đưa cho Simon chiếc chìa khóa bằng cách tương tự, nhưng lại rút ra một khẩu Taurus.357 Magnum (súng côn quay) bắn vào vai Simon. Sau đó, Simon sẽ bị mất một phần máu và dù có cung cấp thêm máu cũng không thể hồi lại.
Lúc sau, Simon tìm ra được mật mã mở cửa lên gác mái của bệnh viện nhờ cuộc gọi điện thoại bí ẩn của mình. Simon tìm ra bác sĩ ở đây, hai người đã có một cuộc đấu súng. Simon giết được bác sĩ bằng cách giẫm nát đầu ông ta và lấy chìa khóa mở cửa sau của bệnh viện tâm thần. Trước khi bác sĩ chết, có một cảnh hồi tưởng hiện ra. Chính là cảnh bác sĩ nói chuyện với Simon (đang ngồi trên xe lăn), ông khuyên Simon hãy viết một quyển sách có câu chuyện gần sát thực với cuộc đời của mình.
Trở lại với chuyện chính, sau khi Simon thoát khỏi bệnh viện thì lúc này trời đã sáng, cậu tiếp tục con đường về nhà nhưng vẫn gặp phải Twitcher. Khi về được nhà, Simon tìm mẹ mình, nhưng không có ai ở nhà. Chỉ thấy trong phòng mình có một quyển sách. Simon cầm quyển sách lên đọc. Bỗng xuất hiện cảnh Simon ngồi trên xe lăn, viết nốt vài dòng cuối trên cuốn sách và dùng súng tự sát (hoặc định tự sát nhưng nhìn thấy nhân vật Simon trong quyển sách mở cửa phòng mình ở cái kết khác, tuỳ vào các lựa chọn trước).
Câu chuyện của Simon kết thúc bằng màn đánh trùm cuối chính là Simon. Tùy thuộc vào lựa chọn của người chơi trước đó, thì Simon được người chơi điều khiển có thể là Simon thật (ngồi xe lăn, là hiện thực của người thanh niên này) hoặc là nhân vật Simon trong quyển sách (Đã cùng người chơi đi suốt chặng đường của trò chơi). Kết thúc màn đánh trùm là đoạn kết (Conclusion).
Có 4 kết thúc khác nhau, số phận của Simon, bác sĩ Purnell và Sophie ngoài đời thật phụ thuộc vào cách lựa chọn hai tình huống trong phần mà người chơi đã làm.
Ngoài ra còn có cả cốt truyện về bác sĩ Purnell, mặc dù đã gợi ý cho Simon viết một quyển sách. Mặc dù có tác dụng tích cực nhưng về sau quyển sách lại đi theo xu hướng phản tác dụng, bác sĩ Purnell quyết định thâm nhập vào thế giới của Simon và tiêu hủy quyển sách.
Còn về phần chơi nhiều người, cốt truyện nối tiếp với cốt truyện của Simon, về bốn cảnh sát Thụy Điển, họ đã đọc được quyển sách của Simon và thấy mọi thứ cực kì khủng khiếp. Họ đã quyết định thâm nhập vào thế giới của Simon và tìm mọi cách để ngăn chặn vụ tai nạn. Kết thúc của phần này được coi là có hậu nhất, vì Simon được cứu sống (đội cảnh sát đã bắt người lái xe đã cho xe đâm vào Simon trước khi vụ tai nạn xảy ra). Còn mối quan hệ của Simon và Sophie ngày ngày được phát triển, với hình ảnh cặp đôi này nắm tay nhau đi trên vỉa hẻ của một con phố. Trong phần Co-op Manhunt với cốt truyện sửa đổi, khi điều tra thêm, các viên cảnh sát nhận thấy cuốn sách chính là tác nhân khiến căn bệnh của Simon trở nên ngày càng nặng. Từ đó, cảnh sát quyết định tìm và ngăn chặn bác sĩ Purnell trước khi quá muộn.

## Nhân vật
- Lưu ý: Phần sau đây có thể cho bạn biết trước nội dung của trò chơi.

Hầu hết các nhân vật trong Cry of Fear đều được người chơi nhập thân vào và hoàn thành cuộc phiêu du của họ trên con đường tìm ra lối thoát cho nhân vật chính của trò chơi, Simon. Sau đây là danh sách các nhân vật trong Cry of Fear.
Simon: Là nhân vật trung tâm của Cry of Fear, một thanh niên chừng 19 tuổi. Simon bị mắc bệnh tâm lý (có thể là bệnh trầm cảm) và đang tự hủy hoại mình với biểu hiện là những vết sẹo dài trên cánh tay do tự mình dùng dao cắt đã đen thẫm lại. Cả cuộc đời của Simon tràn ngập sự đen tối, đau khổ. Có rất ít thông tin về cuộc sống cá nhân của Simon, nhưng chắc chắn, Simon đã sống cùng mẹ mình ở một ngôi nhà nhỏ ở Kirkville. Ở trường, Simon có yêu một cô gái tên Sophie, nhưng tình yêu của cậu đã bị khước từ. Tình trạng bệnh lý của Simon càng ngày tồi tệ hơn sau khi cậu gặp tai nạn xe tông, sau tai nạn, hai chân của Simon đã bị liệt hoàn toàn, càng reo thêm nỗi tuyệt vọng cho cậu. Để khắc phục vấn đề, bác sĩ Purnell, người trực tiếp đảm nhận việc chăm sóc Simon sau tai nạn, đã khuyên cậu viết một cuốn sách về cuộc đời, để Simon trút hết tất cả những gì kinh khủng nhất trong trái tim của mình vào cuốn sách. Simon đã viết tự truyện về mình, với những sự kiện chưa bao giờ có thật. Và chính Simon cũng đã phải tự đấu tranh với nhân vật trong truyện đối chiếu với mình ngoài đời thật, đó chính là Simon. Để phân biệt với Simon thật và nhân vật Simon trong sách, thì tên gọi Simon ốm yếu (Sick Simon) được dùng để chỉ Simon ngoài đời thật và Simon trong sách (Book Simon) được dùng để chỉ nhân vật đối chiếu của Simon trong cuốn tự truyện của mình. Trong Cry of Fear, người chơi hầu như sẽ hoàn thành chuyến phiêu du của mình qua con mắt của Simon trong sách, Simon ốm yếu cũng có được người chơi điều khiển, nhưng phải phụ thuộc vào những lựa chọn trong cốt truyện mà người chơi phải thực hiện mới có thể chơi dưới con mắt của nhân vật này.
Các nhân vật trong trò chơi chỉ nhắc về Simon với cái tên đơn thuần là Simon. Tên họ của nhân vật này là Henriksson có thể được nhìn thấy trên chiếc tem địa chỉ tới của bưu kiện bí ẩn (Hidden Package), vốn là một đồ vật phải được mở khóa mới có thể nhận được (Unlockable).
Sophie: Là một nhân vật phụ trong Cry of Fear, một cô gái tuổi chừng 20, là người được Simon yêu thầm, cũng ở trong tình trạng tương tự như Simon. Ở trường, Sophie luôn bị mọi người xa lánh, trêu chọc, duy nhất Simon là người đứng ra bảo vệ cô. Sophie thực sự biết ơn, nhưng lại không nghĩ đến việc yêu Simon, mà chỉ coi Simon là một người bạn thân, cụ thể là một lần Simon đã từng bày tỏ tình yêu của mình tới Sophie, nhưng cô gái lại ngay lập tức từ chối lời đề nghị. Trong cuốn tự truyện của Simon, Sophie cũng đã xuất hiện, và đã kể với Simon về cuộc đời mình. Sophie đã bày tỏ khát khao được "tránh xa với tất cả" và nhảy lầu tự vẫn. Số mệnh của Sophie ngoài đời thật, sống hay chết là phụ thuộc vào lựa chọn của người chơi.
Bác sĩ Purnell: Là nhân vật chính số hai của Cry of Fear. Trong cốt truyện của Simon, bác sĩ Purnell mang vai phản diện. Bác sĩ Purnell là người trực tiếp chăm sóc cho Simon sau tai nạn, là người đặc biệt quan tâm với tình trạng bệnh trầm cảm của Simon. Sau khi khuyên Simon viết một cuốn sách về cuộc đời mình, bác sĩ Purnell chỉ thấy cách này chỉ hiệu nghiệm trong một thời gian ngắn, nhưng sau đó vẫn lại tiếp tục tự hành hạ mình bằng chính những nỗi khổ của mình đã đặt vào cuốn sách. Và dần dần, nội dung của cuốn sách càng rơi khỏi tầm kiểm soát của chính Simon, và nó bắt đầu chứa đựng dần sự nguy hiểm đến Simon. Bác sĩ Purnell quyết định thâm nhập vào thế giới của Simon để ngăn chặn quyển sách bằng cách đốt nó trước khi quá muộn. Trong cốt truyện của Simon, thì Simon trong sách đã nghĩ rằng sự xuất hiện của bác sĩ Purnell là điểm xấu và bác sĩ Purnell chính là người gây hại cho mình. Và Simon trong sách đã giết bác sĩ Purnell. Về số mệnh của bác sĩ Purnell ngoài đời thật, sống hay chết là phụ thuộc vào lựa chọn của người chơi.
Đội cảnh sát Thụy Điển: Đội cảnh sát bao gồm bốn người, là các nhân vật chính của phần chơi nhiều người theo kiểu hợp tác. Trong phần chơi một người, các sĩ quan cảnh sát có xuất hiện một vài lần dưới vai phụ. Đội cảnh sát bốn người đã được đọc quyển sách của Simon, và thấy kinh hãi với thế giới ma quỷ của Simon, họ đã quyết định thâm nhập vào thế giới cuốn sách của Simon và tìm đường giải cứu Simon trước khi vụ tai nạn xảy ra. Sau khi đội cảnh sát đã thành công trong việc giải cứu Simon, họ kết luận rằng đây là một trải nghiệm kinh khủng nhất từ trước đến giờ, nhưng họ đã sống sót nhờ sự hợp tác chặt chẽ với nhau. Trong phần Co-op Manhunt với cốt truyện sửa đổi, khi điều tra thêm, các viên cảnh sát nhận thấy cuốn sách chính là tác nhân khiến căn bệnh của Simon trở nên ngày càng nặng. Từ đó, cảnh sát quyết định tìm và ngăn chặn bác sĩ Purnell trước khi quá muộn.
Mẹ của Simon: Không có sự hiện diện của nhân vật này trong suốt trò chơi, nhưng đôi khi người phụ nữ này vẫn nhắn tin vào máy điện thoại di động của Simon và mong cậu trở về nhà sớm. Về sự thật thì có rất ít thông tin về nhân vật này, người phụ nữ có thể đã chết, do chính tay Simon sát hại. Người phụ nữ được đề cập tới trong quyển sách của Simon dưới một loại quái vật trong Cry of Fear, gọi là Drowned (người chết đuối), có thể đã chết vì bị dìm dưới nước quá lâu.
David Leatherhoff: Nhân vật chính của trò chơi Afraid of Monsters và Afraid of Monsters: Director's Cut, cũng là một bản sửa của Half-Life (mod) được làm bởi Team Psykskallar, là một thanh niên bị nghiện một loại thuốc giảm đau và luôn ở trong trạng thái phê thuốc và gặp phải những ảo giác khi nhìn người thường mà lại ngỡ ra là ma quái. Nhân vật này xuất hiện trong Cry of Fear, vào đoạn kết số 5 (bí mật). David là người đã cho xe tông vào Simon, sau đó nói rằng là mình bị phê quá nên mất kiểm soát. Thực ra đây chỉ là một đoạn kết hài (Fun Ending) và nó không hề có thực trong cốt truyện chính thống của Cry of Fear.

## Vũ khí và các thiết bị hỗ trợ
Dưới đây là danh mục các vũ khí và thiết bị xuất hiện trong Cry of Fear.

### Vũ khí

#### Cận chiến
Dao gập (Tiếng Anh: Switchblade): Một con dao nhỏ xuất hiện từ khi bắt đầu phần chơi một người có hai chế độ tấn công là chém và đâm. Lực tấn công khá yếu nhưng cũng có giúp cho người chơi chống đỡ được sức mạnh của quái vật.
Dùi cui cảnh sát (Nightstick): Loại dùi cui được dùng phổ biến bởi lực lượng cảnh sát với lực đánh khá mạnh, thích hợp với việc tiêu diệt quái vật mạnh. Vũ khí này xuất hiện từ khi bắt đầu phần chơi nhiều người.
Búa nện (Sledgehammer): Búa nặng và tốc độ vung búa bị hạn chế, nhưng lại là một trong những vũ khí cận chiến có lực đánh mạnh nhất.
Cành cây (Branch): Được tìm thấy với số lượng lớn ở trong rừng, vốn chỉ là những khúc gỗ những cũng trở thành vũ khí, lực đánh mạnh hơn một chút so với lực đánh của dùi cui.

#### Súng

##### Súng ngắn
Glock 19: Một loại súng ngắn khá cơ bản với băng đạn 15 viên, lực bắn tuy yếu nhưng cũng có nhiều điểm hữu dụng, ví dụ như nó có thể gắn với một chiếc đèn pin cỡ nhỏ, giúp cho việc đi lại trong bóng tối ít gặp phải khó khăn, hoặc có thể dùng cận chiến khi hết đạn.
Ruger P345: Loại súng ngắn này có lực bắn khá mạnh nhưng hộp tiếp đạn tương đối nhỏ, chỉ có 8 viên và độ giật khá lớn. Vũ khí này xuất hiện từ khi bắt đầu phần chơi nhiều người. Trong cốt truyện của Simon, thì bác sĩ Purnell đã yêu cầu Simon tìm và đưa cho ông ta khẩu súng này. Người chơi có thể lấy nó bằng việc không đưa hoặc đưa nó cho bác sĩ,khi này tiêu diệt ông ta sẽ giúp người chơi nhận lại nó, tuy nhiên sẽ không thể nhận khẩu Taurus.357 Magnum.
Heckler & Koch VP70: Loại súng ngắn này có hộp tiếp đạn lớn nhất trong các loại súng ngắn (18 viên), với lực bắn trung bình và là loại súng ngắn duy nhất có và chỉ có khả năng bắn 3 phát liên tiếp (Burst), tuy nhiên lượng đạn khá hạn chế.
Taurus.357 Magnum: Một khẩu súng côn quay chỉ có 5 viên, với tốc độ bắn chậm và thời gian thay đạn lâu, nhưng nó lại có lực bắn mạnh nhất trong tất cả các loại súng ngắn. Trong phần chơi một người, khẩu súng này được sở hữu bởi bác sĩ Purnell và Simon có thể lấy nó bằng cách không đưa khẩu súng Ruger P345 cho bác sĩ Purnell ở phần chơi một người.
Browning HP 9mm: Là khẩu súng ngắn duy nhất của Simon ngoài đời thật, và Simon đã dùng khẩu súng này để tự sát sau khi ngừng viết sách (hoặc tiêu diệt boss Simon trong sách). Khẩu súng này có hộp tiếp đạn chứa 18 viên, tốc độ bắn chậm hơn Glock 19 một chút,tuy nhiên độ chính xác và độ giật thì cực kì ổn định. Người chơi chỉ có thể có được nó nếu chọn được đúng con đường tới đoạn kết số 4 với màn đánh trùm Simon trong sách.

##### Súng cỡ trung bình và lớn
Remington 870: Súng bắn đạn chùm (shotgun) duy nhất trong Cry of Fear, hộp tiếp đạn có 5 viên và là loại súng duy nhất khi trong hộp tiếp đạn vẫn còn đạn mà người chơi cho thực hiện lệnh thay đạn mà không bị mất một viên đạn nào hết.
Súng trường AR-15 / M16: Loại súng trường tấn công với hộp tiếp đạn 20 viên và có lực bắn tương đối mạnh, với hai chế độ bắn từng phát một (Semi-Automatic) hoặc bắn ba phát liên tiếp (Burst).
Súng săn (Hunting Rifle): Một khẩu súng trường có lắp kính ngắm, hộp tiếp đạn 5 viên, chuyên dùng để tiêu diệt mục tiêu từ xa. Khi ngắm trong ống kính cần phải nín hơi và năng lượng giảm dần để giữ yên súng. Hình hài của khẩu súng được xây dựng dựa trên thiết kể của súng trường Lee-Enfield Mk I.303.
Steyr TMP / Brügger & Thomet MP9: Một loại súng ngắn tiểu liên với hộp tiếp đạn 30 viên, tốc độ bắn nhanh và lực bắn bằng với lực bắn của Glock 19, thích hợp với việc bắn tầm gần. Tuy nhiên, nó chỉ dành cho những người chơi đã ủng hộ cho Team Psykskallar với một khoản tiền khoảng $10 hoặc cao hơn.
Gewehr 43 / Karabiner 43 (gọi tắt Gew.43 / G43 hay Kar.43 / K43): Một loại súng trường đời cũ được sản xuất bởi Đức Quốc xã. Hộp tiếp đạn 10 viên, chỉ có thể bắn với chế độ từng phát một (Semi), lực bắn mạnh gần bằng lực của súng săn nên có thể dùng thay thế súng săn khi bắn tầm gần. Tuy nhiên, loại súng này chỉ xuất hiện và được dùng trong phần chơi nhiều người.
Heckler & Koch MP5: Loại súng tiểu liên với hộp tiếp đạn 30 viên, tốc độ bắn nhanh. Loại súng này xuất hiện trong bản Cry of Fear trên Steam.
Ngoài ra còn có các loại vũ khí bí mật khác chỉ được tìm thấy qua việc mở khóa (Unlock) với các điều kiện mà trò chơi đưa ra như Rìu của David Letherhoff (David Leatherhoff’s axe), Súng trường FAMAS, Cuốn sách của Simon (Simon's Book), Máy ảnh kĩ thuật số (Digital Camera).

### Các thiết bị và công cụ hỗ trợ

#### Thiết bị dùng được vĩnh viễn
Điện thoại di động (Tiếng Anh: Mobile Phone): Đây là chiếc điện thoại di động cá nhân của Simon. Nó được sử dụng với nhiều chức năng như gọi điện, nhận điện thoại và tin nhắn. Ngoài ra, chiếc điện thoại được trang bị với đèn Flash và được Simon dùng dưới dạng một chiếc đèn pin.Tuy nhiên, đến giữa nửa chừng game thì nó sẽ hết pin, buộc người chơi phải tìm kiếm pin ở ga tàu điện ngầm. Hình hài của chiếc điện thoại được xây dựng theo thiết kế của chiếc điện thoại Sony Ericsson W610i.
Đèn ắc quy xách tay (Lantern): Một loại đèn ắc quy có thể được tìm nhiều trong rừng, nó có khả năng tỏa sáng một vùng rộng lớn kể cả khi nó không được người chơi cầm lên, trừ khi nó bị người chơi cất đi.
Đèn pin quân sự (Tactical Light): Một chiếc đèn pin chỉ có thể được dùng khi gắn vào một khẩu súng Glock 19 bất kì. Đây là chiếc đèn phát ra ánh sáng với cường độ lớn, thuận tiện cho việc đi lại trong bóng tối.
Đèn pin (Flashlight): Một chiếc đèn pin bình thường. Chức năng của nó cũng gần tương tự với chiếc đèn Flash của điện thoại di động (có thể bật tắt bất cứ lúc nào tùy ý người chơi). Trong phần chơi một người, chiếc đèn được coi là một dụng cụ chiếm một ô trong túi đồ của người chơi. Nhưng trong phần chơi nhiều người, thì chiếc đèn này lại có sẵn và không được đưa vào trong túi đồ của người chơi, cho nên người chơi không bao giờ phải lo lăng về việc thiếu nguồn ánh sáng trong bóng tối.
Mặt nạ chống độc (Gasmask. Trong trò chơi gọi là Nightvision): Chiếc mặt nạ vốn là của bác sĩ Purnell, nó có chức năng như một chiếc kính nhìn ban đêm (Nightvision). Nó hỗ trợ hoàn toàn cho người chơi về nhu cầu ánh sáng trong bóng tối. Chiếc mặt nạ này không chiếm chỗ trong túi đồ. Nó có thể được sử dụng trong phần cốt truyện của Simon dưới dạng một đồ vật cần mở khóa (Unlockable).

#### Thiết bị và dụng cụ dùng với số lần có hạn phổ biến
Chìa khóa các loại (Key): Có rất nhiều loại chìa khóa, mỗi chiếc có thể được dùng một hoặc một vài lần. Sau khi hết công dụng của nó, những chiếc chìa khóa sẽ tự động biến mất khỏi túi đồ của người chơi.
Những mẩu giấy: Ghi những thông tin khác nhau, dưới dạng một lá thư, hay chỉ vài câu chữ bí ẩn, hay những mật mã,... Những mẩu giấy này có thể được lưu lại trong cuốn sổ tay của Simon (Notes).
Cầu chì (Fuse): Những chiếc cầu chì được sử dụng nhiều lần trong ga tàu điện ngầm, tất cả đều có chức năng là để mở các cửa tự động trong ga.
Pháo sáng (Flare): Những cây pháo sáng thường được tìm thấy nhiều trong khu vực tàu điện ngầm, nó có chức năng thắp sáng bóng tối trong một thời gian nhất định (tùy thuộc vào độ khó của trò chơi), thay thế tạm thời cho chiếc điện thoại di động sau khi nó hết pin.
Xi lanh (Syringe): Những chiếc xi lanh này đựng một lượng morphine, là nguồn cung cấp năng lượng và sinh lực duy nhất trong cốt truyện chính thống của Cry of Fear. Khi dùng, người chơi được cấp một lượng Sinh lực (Health) và Năng lượng (Stamina). Nhưng nếu lạm dụng thì nó lại có hại cho người chơi.
Thuốc giảm đau dạng viên (Pills): Những viên thuốc giảm đau được đóng trong một chiếc lọ màu da cam, nắp trắng là nguyên nhân chính gây ra ảo giác đối với David Leatherhoff ở trong Afraid of Monsters. Nó đã trở lại và thay thế những chiếc xi lanh trong phần giao thoa giữa hai trò chơi Cry of Fear và Afraid of Monsters: Director's Cut. Tuy nhiên, nó chỉ cung cấp cho người chơi Sinh lực nhưng không có Năng lượng bổ sung.
Ngoài ra, còn có nhiều các loại thiết bị và dụng cụ dùng với số lần có hạn khác với những chức năng khác nhau. Một số ví dụ như băng từ video (video tape), dây thừng (rope), kéo cắt (Scissors), bật lửa (Lighter), cưa tay (Saw), cái chân bị thối rữa (rotted foot), tượng vàng Stephano,...

#### Máy ghi âm
Đây là loại thiết bị xuất hiện thường xuyên trong phần chơi một người của Cry of Fear. Máy ghi âm (Tape recorder) được lấy cảm hứng từ chiếc máy ghi âm trong trò chơi Resident Evil, là một chiếc máy ghi âm vào một đoạn băng cassette (theo Simon miêu tả thì chiếc máy đã khá cũ và bị bụi và mốc) mà Simon dùng để ghi lại những trải nghiệm trong chuyến đi của mình. Chúng có chức năng ghi lại phần chơi mà người chơi đã vượt qua, người chơi có thể ghi lại phần chơi của mình trong năm mục (slot) duy nhất tùy chọn. Trong phần chơi với ba mức độ Dễ (Easy), Bình Thường (Medium) và Khó (Difficult), thì số lượng lần sử dụng trên chiếc máy ghi âm là không giới hạn. Nhưng với độ khó Ác Mộng (Nightmare) thì một chiếc máy chỉ có thể ghi lại năm lần và sau đó thì hết chức năng.

## Ý kiến phê bình
Cry of Fear là sự thành công thứ hai của Team Psykskallar, sau Afraid of Monsters và bản nâng cấp Afraid of Monsters: Director's Cut cũng là bản mod kinh dị của Half-Life được phát triển bởi đội này.
Cry of Fear đã được hàng nghìn người chơi trên thế giới đánh giá cao về cốt truyện, đồ hoạ, nhân vật. Trò chơi này đã được công chúng trên Mod DB đánh giá chất lượng là 9.5. Về các ý kiến nhận xét của người chơi về Cry of Fear, có thể tham khảo tại đây.
Trò chơi còn đạt được nhiều giải thưởng lớn của Mod DB, như giải "Cộng đồng bình chọn 2012", giải "Trò chơi một người hay nhất năm 2012", giải "Trò chơi đáng sợ nhất 2012", giải ba "Bản mod của năm 2012", giải nhì "Trò chơi hay nhất từ trước đến nay" và giải nhất "Bản mod sắp ra mắt hay nhất năm 2011".
Ngoài ra, đa số người hâm mộ không chỉ đánh giá cao về trò chơi, mà họ còn nói rằng trò chơi không chỉ để lại cho họ ấn tượng duy nhất là cái sợ, mà hơn hết, chính là hình ảnh con quái vật Sawrunner (fan đôi khi gọi là Chainsaw Guy), đây là một trong những chi tiết đáng sợ nhất của Cry of Fear.

## Cry of Fear trên Steam
Với chương trình Steam Greenlight do Valve tổ chức, với mục đích giúp các những người hoặc tổ chức sản xuất trò chơi điện tử cá nhân với kích thước nhỏ được công bố trò chơi của mình, Team Psykskallar đã công bố Cry of Fear tham gia chương trình và được người chơi bình chọn trở thành Greenlit (đã được chọn) sau đó. Cry of Fear ban đầu dự kiến sẽ ra mắt chính thức trên Steam nhân ngày kỉ niệm trò chơi tròn một năm tuổi (22/02/2012 - 22/02/2013). Nhưng do gặp phải một số vấn đề kĩ thuật, đặc biệt là do đợt cải tiến GoldSrc Engine của Valve đã khiến bản mod không thể hoạt động bình thường được nữa, đội phát triển đã hoãn ngày ra mắt sang hai tháng sau để có thời gian sửa chữa trò chơi. Sau đó, đội dự kiến sẽ ra mắt vào ngày 24/04/2013, nhưng do gặp phải một vấn đề tranh cãi với Valve, do Valve muốn những trò chơi trên Greenlight nên được bán chứ không phải là ra mắt miễn phí hoàn toàn. Đồng thời cũng do Valve lo ngại rằng Team Psykskallar có thể đem bán trò chơi sử dụng Engine của họ này mà chưa có sự đồng ý của họ.
Tuy nhiên, Valve đã chấp nhận cho trò chơi ra mắt miễn phí ngày sau đó (25/04/2013).

## Cry of Fear SDK
Ngoài việc cho ra mắt trò chơi, Team Psykskallar còn cho ra cả bản SDK (Software Development Kit) để cho người chơi có thể tùy ý tạo các phần chơi Cry of Fear riêng của mình. Tuy nhiên, Team Psykskallar lại không cho phép người chơi được sử dụng các tệp (file) của trò chơi vào mục đích tạo ra một bản mod cá nhân riêng. Bộ SDK mới nhất phiên bản 1.2 đã được cho ra mắt vào ngày 17 tháng 08 năm 2012 đang được cho tải về miễn phí trên Mod DB.

## Truyện tranh Cry of Fear
Theo như thông báo của Team Psykskallar, thì truyện tranh Cry of Fear đang được sáng tác bởi họa sĩ Peter Mason, dựa trên cốt truyện của trò chơi của Cry of Fear. Một vài trang truyện đã được đưa lên trang Cry of Fear trên Mod DB.